# Venerdì 13 (film 2009)
Venerdì 13 (Friday the 13th) è un film del 2009 diretto da Marcus Nispel.
La pellicola è il remake nonché 12° film del franchise di Venerdì 13.
È uscito contemporaneamente in Italia e negli USA il giorno venerdì 13 febbraio 2009, giorno che, oltre ad essere il titolo della saga, nei paesi anglosassoni è da sempre considerato giorno funesto.
Con 42.2 milioni di dollari al primo weekend di programmazione, questo film è, di tutti quelli della saga, quello che ha fatto incassare di più nella prima settimana di uscita. Inoltre è il remake o reboot di maggior successo per gli incassi nella stessa forchetta di tempo, battendo il precedente primato di The Grudge. Ciò nonostante, come per il resto dei film della serie, fu stroncato dalla critica.

## Trama
Il venerdì 13 giugno del 1980, l'assassina del campo di "Crystal Lake", Pamela Voorhees, dopo aver ucciso diversi giovani che volevano riaprirlo, accusandoli essere in combutta con gli animatori che avevano lasciato morire il suo adorato figlio Jason, viene decapitata dall'ultima sopravvissuta, Alice Hardy. Jason, sopravvissuto e avendo assistito alla scena, decide di riprendere il compito di sua madre, sotto l'ordine del suo spirito.
29 anni dopo, nel 2009, cinque giovani, Whitney, Mike, Richie, Amanda e Wade sono in campeggio nei pressi di Crystal Lake. Mentre Whitney e Mike fanno una passeggiata nella zona, Amanda e Richie si appartano nella tenda e Wade trova per caso una pianta di marijuana, distratto dalla pianta, viene ucciso da Jason, mascherato con un sacco, che lo sgozza con il machete e gli taglia l'orecchio sinistro. Richie e Amanda invece sono nel pieno di un rapporto sessuale ma la ragazza sente dei rumori all'esterno e, credendo sia Wade in vena di scherzi, manda Richie a controllare, ma viene rapita da Jason. Richie trova così il corpo di Wade e, sentendo le urla di Amanda, torna indietro; tuttavia viene ferito e bloccato da una trappola per orsi, mentre la ragazza, rinchiusa in un sacco a pelo posto appesa sul fuoco, morendo bruciando viva e sbattendo la testa sulla roccia del falò, nel frattempo, Whitney e Mike si avventurano nella casa di Jason, trovando diversi oggetti appartenuti a Pamela, tra cui la sua testa e un ciondolo che la raffigura da giovane, di cui Mike nota la somiglianza tra Pamela e Whitney. Subito dopo, il ragazzo viene pugnalato da Jason col machete, per poi essere inghiottito da lui nel pavimento. Whitney riesce a scappare, ma viene inseguita dal killer che uccide Richie, piantandogli il machete in fronte. Whitney tenta di scappare, ma viene raggiunta  e aggredita da Jason.
Sei settimane dopo, Clay Miller, fratello maggiore di Whitney, è alla ricerca della sorella e si reca nei luoghi vicini al campeggio di Crystal Lake, dove la ragazza si trovava quando se ne persero le tracce. Ma Jason, armato di machete, continua a seminare il terrore tra un gruppo di amici, incontrati da Clay durante le ricerche della sorella: Jenna, Trent, Bree, Chelsea, Nolan, Chewie e Lawrence. Jason li ucciderà uno dopo l'altro, iniziando però da un ragazzo di nome Donnie, di una vicina fattoria, sgozzandolo, nella casa di Donnie, Jason, per sostituire il suo sacco sgualcito, trova una maschera da hockey. I sette ragazzi alloggiano nella casa sul lago della famiglia di Trent ma Nolan e Chelsea si separano dal gruppo per una gita in barca, nonostante siano stati raccomandati da Trent di non toccarla. Clay, invece, continua a cercare la sorella e si imbatte proprio nella casa di Trent, quest'ultimo, quindi, lo caccia ma Jenna, la fidanzata di Trent, decide di accompagnarlo nelle sue ricerche. 
Nel frattempo Nolan e Chelsea arrivano al lago ma Nolan, nell'atto di guidare la barca, rimane ucciso da una freccia in testa scoccata da Jason e la barca, fuori controllo, prende in pieno Chelsea, che viene ferita alla testa; la ragazza, quindi, scorge Jason che la fissa e, impaurita, nuota fino al molo per cercare un riparo, ma viene intravista sotto le travi di legno e la uccide infilzando il machete in testa.
Clay e Jenna, invece, raggiungono la casa di Jason e, dopo essersi nascosti, lo intravedono con un cadavere in braccio. I due riescono quindi a fuggire per avvisare gli amici di Jenna passando proprio sopra ad un bunker dove Whitney, ancora viva, è stata rinchiusa da Jason, che l'ha scambiata per sua madre, notando la foto nel ciondolo. Nel frattempo, a casa di Trent, Chewie rompe una sedia e viene mandato dallo stesso Trent alla capanna degli attrezzi per ripararla mentre lui e Bree hanno un rapporto sessuale. Raggiunta quindi la capanna, Chewie viene ucciso da Jason che gli conficca un cacciavite in gola mentre Clay e Jenna giungono nella casa avvisando i restanti amici di Jenna del pericolo rappresentato da Jason ma Lawrence, notando il ritardo di Chewie, non li ascolta e va a cercarlo. 
Viene quindi aggredito da Jason ma riesce a scappare; tuttavia riesce a colpirlo con un'accetta dietro la schiena, ma non uccidendolo, questo perché vuole usarlo come esca per gli amici, ma i ragazzi, capendo il trucco, fanno la difficile scelta di lasciarlo al suo destino e Jason, quindi, pone fine alla vita del ragazzo.
Jason entra in casa e Clay chiama la polizia, la corrente va via e Trent si dirige al piano di sopra per prendere una pistola mentre Bree, cercando di seguirlo, si reca nel bagno ma viene uccisa da Jason che la appende ad un gancio dell'attaccapanni. Sopraggiunge quindi un poliziotto che, nel tentativo di bussare alla porta, viene subito ucciso da Jason infilzandolo con un poker da camino nell'occhio sinistro. 
Trent, Jenna e Clay quindi scappano: Trent arriva sul ciglio della strada e vede qualcuno disposto a dargli un passaggio, ma credendo si tratti di Jason si avvicina lentamente; tuttavia, però, Jason gli si presenta alle spalle e lo uccide trafiggendolo con il machete in pieno petto, nella macchina c'era invece un anziano signore, che disinvolto, si allontana subito dopo l'assassinio, portandosi via il corpo di Trent agganciato dietro. Clay e Jenna riescono invece a trovare Whitney e a liberarla ma nel tentativo di fuggire Jason uccide Jenna trafiggendola con il machete.
Clay e Whitney, ormai rimasti soli, scappano in un fienile e Jason, ignorando Whitney, attacca Clay e intende gettarlo nella cippatrice, ma Whitney, mostrando il ciondolo di Pamela, si spaccia per sua madre e ordina a Jason di fermarsi, Jason ci crede e, tempestivamente, i due lo incatenano e lo fanno cadere nella cippatrice, apparentemente uccidendolo. Quindi, i due gettano il corpo nel lago e tirano un sospiro di sollievo, tuttavia, Jason riemerge dal molo e agguanta Whitney.

## Produzione
Dopo il successo riscosso da Non aprite quella porta di Marcus Nispel, la New Line Cinema ha contattato Michael Bay, Brad Fuller e Andrew Form della Platinum Dunes per studiare un reboot della saga Venerdì 13. Il trio della Dunes ha quindi avviato le trattative per il passaggio dei diritti cinematografici della saga di comproprietà di Paramount Pictures e Crystal Lake Entertainment a New Line, e sono riusciti nell'intento dopo un anno dall'inizio dei negoziati.
Il film ha avuto notevoli difficoltà a entrare in produzione poiché per alcuni diritti d'autore ancora detenuti dalla Paramount, New Line e Platinum Dunes non potevano mettere mano sul materiale. Assicurando quindi una partecipazione di alcuni delegati Paramount come produttori, sono stati avviati i preparativi della produzione potendo ora utilizzare titolo originale ed elementi di ogni film della serie.
Per la regia i produttori avevano inizialmente pensato di coinvolgere Jonathan Liebesman, entrato in trattative per il posto durante febbraio 2006, ma dopo alcune divergenze avute con i produttori Fuller e Form è stato contattato Marcus Nispel, confermato anche grazie alla sua precedenza con la Platinum Dunes per il riavvio della saga Non aprite quella porta e Nightmare.

### Sceneggiatura
Durante ottobre 2007 sono stati confermati alla sceneggiatura Damian Shannon e Mark Swift, già autori de Freddy vs. Jason (2003) e quindi già argomentati su Venerdì 13.
Dopo l'abbandono della storia su Jarvis e le origini di Voorhees, si è pensato di inserire una "mitologia" a sé, riconoscendo che dei primi quattro film non v'era alcuna caratteristica importante da riproporre ma solo alcune caratteristiche riguardo alle modalità d'uccisione dei protagonisti e di Jason.
Partendo da alcune regole prefissate dal duo, si decise di non dilungarsi troppo sulla gioventù di Jason concentrandosi invece sulla sua aura di mistero.
Nelle prime bozze di copione erano previste scene estremamente crude per rendere il film più realistico possibile, ma per ottemperare a un bilancio massimo stanziato dalla Platinum Dunes, l'intero copione ultimato ha dovuto essere rivisto completamente, tagliando numerose sequenze d'azione e violenza che avrebbero inciso pesantemente sul costo finale, tra cui:
- Una scena dove Jason camminava nella foresta calpestando vere carcasse di cervi morti, ma dopo essere stati informati da Fuller che ogni cadavere sarebbe costato 100.000$, la sequenza fu tagliata.[4]
- Una scena dove Jason squarta una ragazza e la getta in Crystal Lake lasciandola galleggiare per alcune ore, sino a quando una barca non accorgendosi del cadavere per colpa del buio pesto lo stritola nel motore colorando la zona circostante di rosso sangue. Proprio questa scena, fortemente voluta da Shannon e Swift è stata rivista più volte in modo da renderla più celere e conforme al girato, ma cancellata senza ulteriori discussioni.[4]

Tra i maggiori problemi riscontrati nello scrivere la sceneggiatura, vi sono state le modalità di uccisione.
Cercando di non ripetere fino alla noia stesse morti usate nei precedenti capitoli, il duo ha studiato ogni angolazione e terreno da usare al fine.

### Cast
Il 21 marzo 2008, l'attore Jared Padalecki è stato assunto per interpretare l'investigatore che indagherà sugli omicidi di Crystal Lake. A fine mese, Derek Mears è stato scelto per il ruolo di Jason Voorhees.
Il 2 aprile è stata resa ufficiale la scrittura dell'attrice Amanda Righetti.
Il casting è proseguito poi il 16 aprile 2008, con gli ingaggi di Danielle Panabaker, Jonathan Sadowski, Travis Van Winkle, Aaron Yoo, Nana Visitor e Caleb Guss.
Del cast avrebbe dovuto far parte anche l'attrice/modella Moran Atias, che ha però abbandonato il set dopo pochi giorni di riprese per divergenze con il regista Marcus Nispel ed è stata sostituita da America Olivo.
All'attrice Willa Ford si diedero dieci giorni per imparare da zero come fare sci nautico.

### Riprese
Le principali ambientazioni sono state filmate ad Austin, Texas (USA) dal 21 aprile al 13 giugno 2008. Il film ha preso elementi dai primi tre film della saga, e con questo si spiega l'apparizione di Jason e altre discordanze con il primo Venerdì 13.

## Riconoscimenti
- 2009 – MTV Movie & TV Awards
  - Candidatura per il miglior cattivo a Derek Mears

## Sequel
Friday the 13th Part 2 era il titolo di lavorazione di un seguito in sviluppo. In seguito al successo avuto dal film, i produttori Brad Fuller e Andrew Form iniziarono a delineare le prime idee per un seguito qualche tempo dopo l'uscita di Venerdì 13 nelle sale cinematografiche. Il duo Shannon-Swift fu riconfermato per scrivere la sceneggiatura, al termine della quale potrebbe essere vagliata l'ipotesi di girare il film in tridimensionale, e la Warner Bros. nel frattempo premette per accelerare i tempi di realizzazione fissando il 13 agosto 2010 come data d'uscita provvisoria.
In seguito, il 10 dicembre 2009 la Warner Bros. emise un comunicato annunciando l'allungamento dei tempi previsti necessari, per il quale la data d'uscita fu cancellata e il film inserito in una lista di progetti TBD (Uscita da determinare).
Nell'aprile 2010, il produttore Brad Fuller parlò dello stato del progetto dicendo che il film è morto, non si farà», spiegando come nessuno alla New Line sembrò interessarsi molto del film nonostante l'idea iniziale di concepirlo per l'estate 2010. In seguito lo stesso Fuller chiarì meglio il significato delle sue dichiarazioni, spiegando come arrivati a una fase avanzata della preproduzione, nella quale il set di Crystal Lake fu anche riaperto, sia la Paramount che la New Line concordarono sul fatto di lavorare alternatamente a nuovi remake, tra cui quello di Nightmare, abbandonando perciò il lavoro fatto sul seguito di Venerdì 13 per capire l'effettiva necessità della sua realizzazione.